# Super Lovers
Super Lovers (jap. スーパーラヴァーズ) ist eine Manga-Serie von Miyuki Abe, die seit 2010 in Japan erscheint. Sie ist in die Genres Comedy und Boys Love einzuordnen und wurde 2016 als Anime-Fernsehserie adaptiert.

## Inhalt
Der Oberschüler Haru Kaidō (海棠 晴) fliegt über den Sommer zu seiner Mutter Haruko, die in der Wildnis Kanadas lebt. Dort angekommen soll er sich um seinen neuen Stiefbruder kümmern. Der einige Jahre jüngere Ren Kaidō (海棠 零) wurde von Haruko erst kürzlich aufgenommen und meidet andere Menschen. Er wurde misshandelt und hat sein Gedächtnis daran verloren, sodass er nun lieber nur mit den Hunden spielt und Menschen meidet. Haru soll Ren, der auch japanisch spricht, wieder an den Umgang mit Menschen gewöhnen. Über den Sommer freunden sich die beiden an und Haru will seinen neuen Stiefbruder am liebsten mit zurück nach Japan nehmen. Doch auf dem Heimweg geschieht ein Unfall, bei dem Harus Vater und seine Stiefmutter sterben. Haru wird verletzt und verliert das Gedächtnis an den Sommer mit Ren.
Fünf Jahre später arbeitet Haru erfolgreich als Host in einem Club und verdient damit das Geld, das seinen beiden Brüdern Shima und Aki das Studium ermöglicht.
Da Haru es Ren versprochen hat, später mit ihm zusammen zu leben, kommt Ren nach Japan um dieses Versprechen einzulösen. Haru muss sich nun zusätzlich noch um seinen jungen Stiefbruder kümmern, der zudem nur die Wildnis Kanadas kennt und sich in Tokio nicht zurechtfindet. So muss Haru mit einem Mal seine ganze Aufmerksamkeit Ren widmen, obwohl er keine Erinnerungen an ihn hat.

## Veröffentlichung
Die Serie startete im November 2009 im Magazin Ciel beim Verlag Kodansha. Im Mai 2014 wechselte sie ins Emerald Magazine, wo sie seither erscheint. Die Kapitel wurden auch in bisher 18 Sammelbänden herausgebracht (Stand: Dezember 2024). Diese verkauften sich jeweils über 70.000 mal.
Eine deutsche Übersetzung der Serie erscheint seit Juli 2018 bei Altraverse in bisher 16 Bänden. Eine französische Fassung erscheint bei Taifu Comics, eine italienische bei J-Pop.
| Nummer | Deutsches Erscheinungsdatum | ISBN-13                |
| ------ | --------------------------- | ---------------------- |
| 01     | 26.07.2018                  | ISBN 978-3-96358-062-8 |
| 02     | 25.10.2018                  | ISBN 978-3-96358-063-5 |
| 03     | 17.01.2019                  | ISBN 978-3-96358-064-2 |
| 04     | 18.04.2019                  | ISBN 978-3-96358-065-9 |
| 05     | 11.07.2019                  | ISBN 978-3-96358-066-6 |
| 06     | 17.10.2019                  | ISBN 978-3-96358-067-3 |
| 07     | 14.02.2020                  | ISBN 978-3-96358-068-0 |
| 08     | 09.04.2020                  | ISBN 978-3-96358-069-7 |
| 09     | 10.07.2020                  | ISBN 978-3-96358-070-3 |
| 10     | 16.10.2020                  | ISBN 978-3-96358-071-0 |
| 11     | 12.02.2021                  | ISBN 978-3-96358-072-7 |
| 12     | 21.05.2021                  | ISBN 978-3-96358-782-5 |
| 13     | 20.08.2021                  | ISBN 978-3-96358-897-6 |
| 14     | 17.12.2021                  | ISBN 978-3-96358-898-3 |
| 15     | 19.09.2022                  | ISBN 978-3-7539-0660-7 |
| 16     | 12.02.2024                  | ISBN 978-3-7539-2260-7 |
| 17     | 11.11.2024                  | ISBN 978-3-7539-2832-6 |

## Anime
bei Studio Deen entstand 2016 eine Adaption des Mangas als Animeserie für das japanische Fernsehen, zunächst mit 10 Folgen. Regie führte Shinji Ishihira und Hauptautor war Yoshiko Nakamura. Das Charakterdesign stammt von Miki Takihara und die künstlerische Leitung lag bei Masakazu Miyake. Das gleiche Team produzierte 2017 eine zweite Staffel mit ebenfalls 10 Folgen.
Die erste Staffel wurde vom 6. April bis 8. Juni 2016 von den Sendern AT-X, Chiba Television, Gifu Broadcasting, Mie Television Broadcasting, Nippon BS, Sun TV, Television Kanagawa, Television Saitama, Tokyo MX und TVQ Kyushu gezeigt. Die zweite Staffel folgte  vom 12. Januar bis 16. März 2017. Die Plattform Crunchyroll veröffentlichte beide Teile mit deutschen, englischen, spanischen, französischen, italienischen und portugiesischen Untertiteln.

### Synchronisation
| Rolle               | Japanische Stimme   |
| ------------------- | ------------------- |
| Ren Kaidō           | Junko Minagawa      |
| Haru Kaidō          | Tomoaki Maeno       |
| Aki Kaidō           | Yoshitsugu Matsuoka |
| Shima Kaidō         | Takuma Terashima    |
| Haruko D. Dieckmann | Atsuko Tanaka       |

### Musik
Die Musik der Serie wurde komponiert vom Team-MAX, bestehend aus Kenji Katoh, Shūji Katayama und Yasuharu Takanashi. Die Vorspannlieder sind Okaeri. (おかえり。) Hare-Iro Melody (晴レ色メロディ) von Yūsuke Yata. Für die beiden Abspanne verwendete man die Lieder Happiness You&Me sowie Gyun to Love Song (ギュンとラブソング) von Junko Minagawa, Tomoaki Maeno, Yoshitsugu Matsuoka und Takuma Terashima.